# Hypatia melaleuca
Hypatia melaleuca är en fjärilsart som beskrevs av Walker 1854. Hypatia melaleuca ingår i släktet Hypatia och familjen björnspinnare. Inga underarter finns listade i Catalogue of Life.